# Francisco Javier Perelló Oliver
Francisco Javier Perelló Oliver (Borriana, 13 de novembre de 1952) és un polític valencià, diputat a les Corts Valencianes durant la II Legislatura.
Ha treballat com a delineant i com a director d'una empresa promotora d'habitatges. De 1979 a 1983 fou president de la Junta Local Fallera de Borriana i en 1980 fou elegit vicepresident del IV Congrés Faller de València.
A les eleccions municipals espanyoles de 1979 fou elegit regidor de l'ajuntament de Borriana per Alianza Popular, càrrec que revalidà a les eleccions de 1983. Fou elegit diputat a les eleccions a les Corts Valencianes de 1987. Ha estat vocal de la Comissió d'Obres Públiques i Transports i de la Comissió Investigació i Estudi dels Riscs naturals a la Comunitat Valenciana.
Posteriorment ha continuat com a regidor de l'ajuntament de Borriana, on després de les eleccions municipals espanyoles de 2011 era sisè tinent d'alcalde pel Partido Popular.